# Jerusalén kommun
Jerusalén är en kommun i Colombia.   Den ligger i departementet Cundinamarca, i den centrala delen av landet, 70 km väster om huvudstaden Bogotá. Antalet invånare är 2 723.